# Mesalazin
Mesalazin (INN), auch Mesalamin und 5-Aminosalicylsäure (5-ASA), ist ein Amin-Derivat der Salicylsäure und wird als entzündungshemmender Arzneistoff in der Behandlung chronisch entzündlicher Darmerkrankungen (Morbus Crohn, Colitis ulcerosa) angewendet.

## Synthese
5-Aminosalicylsäure kann großtechnisch durch Reduktion von 5-Nitrosalicylsäure hergestellt werden.

## Wirkungsweise

### Inhibition des Arachidonsäuremetabolismus
5-Aminosalicylsäure scheint die Produktion proinflammatorischer Arachidonsäuremetaboliten wie Prostaglandine und Leukotriene zu hemmen. 5-Aminosalicylsäure unterscheidet sich nur durch eine Aminogruppe von der Salicylsäure. Salicylsäure ist ein Wirkstoff, der als Hemmer von Cyclooxygenase-1 und Cyclooxygenase-2 wirkt. Eine ähnliche Wirkung von 5-Aminosalicylsäure auf die Cyclooxygenase und somit auf den Arachidonstoffwechsel scheint wahrscheinlich.

### Wirkung als „Radikalfänger“
In Gewebeproben von Patienten mit entzündlichen Darmerkrankungen wurden erhöhte Konzentrationen von reaktiven Radikalen gefunden. In einigen Studien wurde gezeigt, dass 5-ASA die Konzentration DNA-schädigender Sauerstoff- und Stickstoffradikale senkt, indem es die Wirkung des schützenden Hitzeschockproteins Hsp72 erhöht.

### Immunsuppressive Aktivität
5-ASA scheint die DNA-Synthese und Proliferation von potenziell pathogenen T- und B-Zellpopulationen zu hemmen. Dies geschieht u. a. durch Hemmung aktivierender Cytokine (siehe Hemmung der Zytokinsynthese).
Ferner scheint 5-ASA auch die Sekretion von Antikörpern zu hemmen.
5-ASA moduliert weitere Funktionen des Immunsystems, indem es wichtige Lymphozyten- und Makrophagenfunktionen inhibiert. Dazu gehören Adhäsion, Chemotaxis und Phagozytose.
Die Adhäsion scheint durch eine Hemmung des Enzyms AICAR (5-Aminoimidazol-4-carboxamid-Ribonukleotid)-Transformylase bewirkt, dadurch kommt es zur Anhäufung von Adenosin. Der erhöhte Adenosinspiegel dämpft dann das Entzündungsgeschehen durch Hemmung der Adhäsion von Leukozyten an den Endothelzellen.

### Hemmung der Zytokinsynthese
5-ASA hemmt die Bildung und Wirkung von IL-1, IL-2, TNF-α und NFκ-B (5-ASA hemmt die Phosphorylierung von RelA (einem Mediator von NFκB) und inhibiert nicht die Verminderung des NFκB Inhibitors).
Also wirkt 5-ASA auch hier antiinflammatorisch und antiproliferativ.

### Hemmung der Siderophorsynthese von Mycobakterien
Die Biosynthese von eisentransportierenden Peptiden (Siderophore) in Mycobakterien wird in vitro durch 5-ASA stark beeinträchtigt, da die benötigte Salicylsäure verdrängt wird. 5-ASA stellt daher, zusammen mit Herbeiführung von Eisenmangel, eine mögliche Behandlungsmethode von Infektionen mit diesen Erregern dar. Die Wirksamkeit von 5-ASA bei Morbus Crohn ist ein Hinweis auf eine mögliche Beteiligung von Mycobakterien an dieser Krankheit.

## Anwendung
5-Aminosalicylsäure wird aus der Prodrug Sulfasalazin erst im Kolon durch das bakterielle Enzym Azoreduktase freigesetzt. Als weiteres Spaltprodukt entsteht Sulfapyridin, welches auch entzündungshemmend wirksam ist und zur Therapie der rheumatoiden Arthritis eingesetzt wird. Es ist aber auch für einen Großteil der Nebenwirkungen von Sulfasalazin verantwortlich (s. u.). Deshalb wurde in der jüngsten Vergangenheit versucht 5-ASA von Sulfasalazin zu entkoppeln. Orales 5-ASA allein wird zu schnell im Jejunum absorbiert und ist deshalb ineffizient für Patienten mit Erkrankungen des Dünn- oder Dickdarms.
Bei den Neuentwicklungen gibt es Medikamente, die 5-ASA Moleküle in Acrylharze oder Ethylcellulose verpacken. Diese setzten 5-ASA erst bei einem höheren pH-Wert frei und sorgen damit für eine gewisse Verzögerung. Eine andere Gruppe setzt auf eine verzögerte Freisetzung durch eine Dimerisierung der Aminosalicylsäuremoleküle, z. B. Olsalazin oder Balsalazid. Sulfasalazin wird aufgrund seiner Nebenwirkungen nicht mehr als beste Therapie empfohlen, ist jedoch kostengünstiger als 5-ASA alleine. Seit 2008 steht eine neue Form der Freisetzung zur Verfügung (MMX-Technologie).

### Anwendung bei Colitis ulcerosa
5-ASA gehört mit seinen unterschiedlichen Darreichungsformen zur Standardtherapie der Colitis ulcerosa. Bei milder bis mäßig gradiger Colitis ulcerosa dosiert man die 5-ASA mit bis zu 6 g/d. Zu einer Remissions-Induktion kommt es bei 50–80 % der Patienten. Die unterschiedlichen Präparate wirken hier ungefähr gleich gut. Bei einem distalen Kolonbefall ist auch eine topische Anwendung möglich.
5-ASA wird auch zur Remissionserhaltung mit 1–2 g/d dosiert. Untersuchungen haben gezeigt, dass es bei einer Dosierung von 2 g/d zu einer Verminderung eines Wiederauftretens von 30–70 % kommt. Bei schwererer Erkrankung kann 5-ASA auch in Kombination mit Steroiden benutzt werden.

### Anwendung bei Morbus Crohn
Bei einer Dosierung von etwa 4 g/d kommt es zur Verminderung der Krankheitsaktivität bei leichten bis mittleren Schüben des M. Crohn. 5-ASA wirkt jedoch bei Crohn induzierter Colitis besser als bei Ileitis. Auch hier kann 5-ASA zur Remissionserhaltung genutzt werden. Es gibt keinen Stellenwert zur Remissionserhaltung nach einem Schub. Eine tägliche Dosierung von 3–4 g kann zur Remissionserhaltung dauerhaft verabreicht werden.

### Senkung des Risikos für Dickdarmkarzinom
Abhängig von Stärke und Dauer der Erkrankung kommt es bei der Erkrankung mit Colitis ulcerosa zu einer Erhöhung des Risikos einer Dickdarmkrebserkrankung. Zusätzliche Erhöhung des Risikos besteht bei einer positiven Familienanamnese. Die antiproliferativen Eigenschaften einer COX, NFkappaB, bcl2, MAPK, und durch COX die PPARgamma Inhibition wirken sich direkt aus. Ferner senkt 5-ASA die Konzentration von DNA-schädigenden Radikalen (s. o.). Durchschnittlich soll das Karzinomrisiko um bis zu 50 % gesenkt werden (bei Erkrankung mit Colitis ulcerosa).

## Nebenwirkungen
Die folgenden Nebenwirkungen treten bei Behandlung mit Sulfasalazin und 5-ASA alleine auf, jedoch sind sie viel häufiger durch Sulfapyridin verursacht: 20 % der Patienten vertragen Sulfasalazin nicht, sondern nur reine 5-ASA Produkte. Agranulozytose, die schwerste Nebenwirkung, soll nur durch Sulfapyridin verursacht werden. Im Allgemeinen treten schwere Nebenwirkungen sehr selten auf.
- Gastrointestinal: Übelkeit, Erbrechen, Durchfall (insb. Osalazin)
- Hautreaktionen: Juckreiz, Exantheme
- seltene Hämatopoesestörungen: Leukopenie, Agranulozytose
- bei Männern: Oligospermie, Azoospermie
- Hypersensitivität: Pankreatitis, Pneumonitis
- selten: Interstitielle Nephritis (<1:500)
- bei hoher Dosis evtl. reversibler Haarausfall
- selten: intermittierendes Fieber (>39 °C)[8]

## Schwangerschaft, Stillzeit und Kinderwunsch
Im Rahmen einer Studie, in der 5-Aminosalizylsäurepräparate während der Schwangerschaft weitergenommen wurden, konnten keine negativen Auswirkungen auf die Schwangerschaft oder den Fötus festgestellt werden. Eine Rücksprache mit dem Arzt wird jedoch unbedingt empfohlen. Die Fertilität bei Männern scheint bei Mesalazin bzw. 5-Aminosalicylsäure-Medikation nicht beeinträchtigt zu sein.
In Studien bei Tieren, wo weitaus höhere Dosen verabreicht werden, konnte auch kein Einfluss auf Fertilität festgestellt werden.
Eine Mesalazin-Therapie kann während der Schwangerschaft fortgesetzt werden, da teratogene Schädigungen so gut wie ausgeschlossen werden können.

## Handelsnamen
Monopräparate
Asacol (D, CH), Asazine (CH), Claversal (D, A), Mesagran (A), Mesazin (CH), Mezavant (D), Pentasa (D, A, CH), Salofalk (D, A, CH)